# Vleugelvlek-zaagpootspinnendoder
De vleugelvlek-zaagpootspinnendoder (Priocnemis propinqua) is een vliesvleugelig insect uit de familie van de spinnendoders (Pompilidae). De wetenschappelijke naam van de soort is voor het eerst geldig gepubliceerd in 1845 door Lepeletier.